# Disteniini
Disteniini es una tribu de coleópteros crisomeloideos de la familia Disteniidae.

## Géneros
Tiene los siguientes géneros:
- Capnethinius - Cometes - Distenia - Disteniazteca - Melegena - Micronoemia - Nericonia - Nethinius - Noemia - Novantinoe - Nupseranodes - Saphanodes - Tengius - Typodryas - Villiersicometes